# Підступність
Підступність, підступництво — людська риса; лукавство, віроломство, схильність до хитрих і злих умислів і вчинків, прикритих зовнішньою доброзичливістю; вчинки, поведінка, які характеризуються такими намірами. Підступність несе небезпеку, навіть при спілкуванні, і не дозволяє відразу встановити наявність прихованих ворожих намірів, які пізніше несподівано проявляються.